# Farinelli (película)
Farinelli es una película biográfica, una coproducción italiano-belga-francesa, dirigida por Gérard Corbiau, sobre la vida y la carrera del cantante de ópera italiano Carlo Broschi, conocido como Farinelli, considerado el más importante cantante castrato de todos los tiempos. 
Está protagonizada por Stefano Dionisi, como Farinelli, y la voz de este personaje se obtuvo mediante la mezcla digital de las voces de Ewa Malas-Godlewska, una soprano polaca, y de Derek Lee Ragin, un contratenor estadounidense, con el objetivo de recrear una voz auténtica de castrato.
Aunque la trama de la película está basada en hechos reales, hay numerosos datos que no responden a la realidad histórica. Por ejemplo, se destaca la importancia del hermano de Farinelli en perjuicio de la de Nicola Porpora. La película ofrece una explicación inédita de cómo Carlo Broschi llegó a tomar el nombre artístico de Farinelli. Cuenta la desesperación de Carlo por ser un castrato y su incapacidad para tener descendencia, incluso cuando el joven hijo de su patrona le sugiere casarse con ella para tener legalmente un hijo. 
George Friedrich Händel, interpretado por Jeroen Krabbé, está retratado como una especie de villano, tomando como base la competencia entre la música de Händel y el canto de Farinelli, así como el hecho de que Händel quiso que Farinelli cantara a su teatro, el Covent Garden, y nunca lo consiguió. Farinelli siguió cantando para la rival Ópera de la Nobleza.
El director musical de la cinta fue el clavecinista francés Christophe Rousset. La grabación musical fue en hecha en la sala de conciertos del Arsenal en Metz, con la orquesta Les Talens Lyriques.

## Reparto
- Stefano Dionisi como Carlo María Broschi (Farinelli).
- Enrico Lo Verso como Riccardo Broschi.
- Elsa Zylberstein como Alexandra Harris (esposa de Farinelli).
- Jeroen Krabbé como George Frideric Handel.
- Caroline Cellier como Margareth Hunter (la Condesa).
- Renaud du Peloux de Saint Romain como Benedict (hijo de la Condesa).
- Omero Antonutti como Nicola Porpora.
- Pier Paolo Capponi como Broschi.
- Carlos Castel como Piero.
- Graham Valentine como el Príncipe de Gales.
- Jacques Boudet como Felipe V de España.
- Delphine Zentout como el joven admirador.

## Reconocimientos
Fue lanzada en 1994 y ganó el Globo de Oro a la Mejor Película Extranjera en 1995. También fue nominada a un Oscar en la misma categoría.[cita requerida]

## Edición en DVD
Está clasificada en B por la MPAA. Está disponible en la Región 1 DVD hablada en francés e italiano, con un poco de inglés y subtitulada en inglés y español. Una edición en Blu-Ray se encuentra disponible en Francia o Corea del Sur, pero ninguna de esas ediciones cuenta con subtítulos en inglés. La versión coreana también incluye un disco DVD-Audio 2.0.[cita requerida]
- Datos: Q1341293